# Prem Tinsulanonda
O General Prem Tinsulanonda (em tailandês:  เปรม ติณสูลานนท์; 26 de agosto de 1920 - 26 de maio de 2019) foi um militar reformado tailandês que atuou como primeiro-ministro da Tailândia de 3 de março de 1980 a 4 de agosto de 1988. Serviu como regente da Tailândia após a morte de Bhumibol Adulyadej.
Na crise política tailandesa da década de 2000, foi acusado pelo primeiro-ministro deposto Thaksin Shinawatra e seus partidários de ser o mentor do golpe de Estado de 2006, bem como na designação do legislativo pós-golpe e do governo provisório de Surayud Chulanont. A junta militar que depôs o Thaksin negou que Prem teve algum papel político importante.

## Morte
Prem morreu de insuficiência cardíaca no Hospital Phramongkutklao em 26 de maio de 2019, aos 98 anos.